# Convocazioni per la Coppa delle nazioni africane 2017
È di seguito indicato l'elenco dei giocatori convocati da ciascuna nazionale partecipante alla Coppa delle nazioni africane 2017.

## Gruppo A

### Gabon
Commissario Tecnico:  José Antonio Camacho
Rosa annunciata il 27 dicembre 2016.
| N. | Pos. | Giocatore                       | Data nascita (età)          | Pres. | Squadra                |
| -- | ---- | ------------------------------- | --------------------------- | ----- | ---------------------- |
| 1  | P    | Didier Ovono                    | 23 gennaio 1983 (33 anni)   | 97    | Oostende               |
| 23 | P    | Yves Bitséki Moto               | 23 aprile 1983 (33 anni)    | 20    | CF Mounana             |
| 16 | P    | Anthony Mfa Mezui               | 7 marzo 1991 (25 anni)      | 8     | svincolato             |
| 5  | D    | Bruno Ecuele Manga              | 16 luglio 1988 (28 anni)    | 64    | Cardiff City           |
| 8  | D    | Lloyd Palun                     | 28 novembre 1988 (28 anni)  | 39    | Red Star               |
| 2  | D    | Aaron Appindangoyé              | 20 febbraio 1992 (24 anni)  | 35    | Laval                  |
| 6  | D    | Johann Obiang                   | 5 luglio 1993 (23 anni)     | 20    | Troyes                 |
| 19 | D    | Benjamin Zé Ondo                | 18 giugno 1987 (29 anni)    | 20    | Mosta                  |
| 3  | D    | Franck Obambou                  | 26 giugno 1987 (29 anni)    | 6     | Stade Mandji           |
| 21 | D    | Yoann Wachter                   | 7 aprile 1992 (24 anni)     | 1     | Sedan                  |
| 4  | D    | Tomás Dabó                      | 20 ottobre 1993 (23 anni)   | 0     | Braga B                |
| 17 | C    | André Biyogo Poko               | 7 marzo 1993 (23 anni)      | 45    | Kardemir Karabükspor   |
| 11 | C    | Lévy Madinda                    | 11 giugno 1992 (24 anni)    | 44    | Gimnàstic de Tarragona |
| 12 | C    | Guélor Kanga                    | 1º settembre 1990 (26 anni) | 27    | Stella Rossa           |
| 13 | C    | Samson Mbingui                  | 9 febbraio 1992 (24 anni)   | 32    | Raja Casablanca        |
| 4  | C    | Merlin Tandjigora               | 6 aprile 1990 (26 anni)     | 24    | Meizhou Hakka          |
| 22 | C    | Didier Ibrahim N'Dong           | 17 giugno 1994 (22 anni)    | 22    | Sunderland             |
| 10 | C    | Mario Lemina                    | 1º settembre 1993 (23 anni) | 8     | Juventus               |
| 15 | C    | Cédric Ondo Biyoghé             | 17 agosto 1994 (22 anni)    | 5     | CF Mounana             |
| 20 | C    | Denis Bouanga                   | 11 novembre 1994 (22 anni)  | 0     | Tours                  |
| 18 | C    | Serge-Junior Martinsson Ngouali | 23 gennaio 1992 (24 anni)   | 0     | Brommapojkarna         |
| 9  | A    | Pierre-Emerick Aubameyang       | 18 giugno 1989 (27 anni)    | 52    | Borussia Dortmund      |
| 7  | A    | Malick Evouna                   | 28 novembre 1992 (24 anni)  | 27    | Tianjin Teda           |
| 14 | A    | Serge Kevyn                     | 3 agosto 1994 (22 anni)     | 4     | União de Leiria        |

### Burkina Faso
Commissario Tecnico:  Paulo Duarte
Rosa annunciata il 6 gennaio 2017.
| N. | Pos. | Giocatore           | Data nascita (età)          | Pres. | Squadra             |
| -- | ---- | ------------------- | --------------------------- | ----- | ------------------- |
| 23 | P    | Germain Sanou       | 26 maggio 1992 (24 anni)    | 23    | Beauvais            |
| 16 | P    | Koffi Kouakou       | 16 ottobre 1996 (20 anni)   | 3     | ASEC Mimosas        |
| 1  | P    | Aboubacar Sawadogo  | 10 agosto 1989 (27 anni)    | 0     | RC Kadiogo          |
| 4  | D    | Bakary Koné         | 27 aprile 1988 (28 anni)    | 66    | Málaga              |
| 2  | D    | Steeve Yago         | 16 dicembre 1992 (24 anni)  | 29    | Toulouse            |
| 14 | D    | Issoufou Dayo       | 6 agosto 1991 (25 anni)     | 18    | Renaissance Berkane |
| 5  | D    | Patrick Malo        | 18 febbraio 1992 (24 anni)  | 6     | Smouha              |
| 20 | D    | Yacouba Coulibaly   | 2 ottobre 1994 (22 anni)    | 3     | RC Bobo             |
| 13 | D    | Souleymane Koanda   | 21 settembre 1992 (24 anni) | 2     | ASEC Mimosas        |
| 3  | D    | Issouf Paro         | 16 ottobre 1994 (22 anni)   | 2     | Santos              |
| 18 | C    | Charles Kaboré      | 9 febbraio 1988 (28 anni)   | 74    | Krasnodar           |
| 10 | C    | Alain Traoré        | 1º gennaio 1988 (29 anni)   | 43    | Kayserispor         |
| 8  | C    | Abdou Razack Traoré | 28 dicembre 1988 (28 anni)  | 30    | Karabükspor         |
| 12 | C    | Adama Guira         | 24 aprile 1988 (28 anni)    | 15    | Lens                |
| 6  | C    | Bakary Saré         | 5 maggio 1990 (26 anni)     | 2     | Moreirense          |
| 22 | C    | Blati Touré         | 4 agosto 1994 (22 anni)     | 0     | Omonia              |
| 11 | A    | Jonathan Pitroipa   | 12 aprile 1986 (30 anni)    | 68    | Al-Nasr             |
| 15 | A    | Aristide Bancé      | 19 settembre 1984 (32 anni) | 60    | ASEC Mimosas        |
| 7  | A    | Préjuce Nakoulma    | 21 aprile 1987 (29 anni)    | 37    | Kayserispor         |
| 19 | A    | Bertrand Traoré     | 6 settembre 1995 (21 anni)  | 31    | Ajax                |
| 17 | A    | Jonathan Zongo      | 6 aprile 1989 (27 anni)     | 21    | Almería             |
| 9  | A    | Banou Diawara       | 13 febbraio 1992 (24 anni)  | 6     | Smouha              |
| 21 | A    | Cyrille Bayala      | 24 maggio 1996 (20 anni)    | 5     | Sheriff Tiraspol    |

### Camerun
Commissario Tecnico:  Hugo Broos
Una lista provvisoria di 35 uomini è stata annunciata il 12 dicembre 2016. Il 20 dicembre, è stato dichiarato che Guy N'dy Assembé, André Onana, Joël Matip, Allan Nyom, Maxime Poundjé, Ibrahim Amadou e André Zambo Anguissa hanno deciso di non prendere parte alla competizione. Anche Eric Maxim Choupo-Moting ha deciso di ritirarsi dal torneo il 3 gennaio 2017. La squadra finale è stata annunciata il 4 gennaio 2017, con Anatole Abang, Henri Bedimo, Aurélien Chedjou e Franck Kom esclusi dalla squadra.
| N. | Pos. | Giocatore              | Data nascita (età)          | Pres. | Squadra                |
| -- | ---- | ---------------------- | --------------------------- | ----- | ---------------------- |
| 1  | P    | Fabrice Ondoa          | 24 dicembre 1995 (21 anni)  | 22    | Sevilla Atlético       |
| 16 | P    | Jules Goda             | 30 maggio 1989 (27 anni)    | 1     | Ajaccio                |
| 23 | P    | Georges Bokwé          | 14 luglio 1989 (27 anni)    | 0     | Coton Sport            |
| 3  | D    | Nicolas Nkoulou        | 27 marzo 1990 (26 anni)     | 71    | Lyon                   |
| 6  | D    | Ambroise Oyongo        | 22 giugno 1991 (25 anni)    | 20    | Montreal Impact        |
| 5  | D    | Michael Ngadeu-Ngadjui | 23 novembre 1990 (26 anni)  | 4     | Slavia Praga           |
| 4  | D    | Adolphe Teikeu         | 23 giugno 1990 (26 anni)    | 4     | Sochaux                |
| 21 | D    | Mohammed Djetei        | 18 agosto 1994 (22 anni)    | 3     | Gimnàstic de Tarragona |
| 19 | D    | Collins Faï            | 13 agosto 1992 (24 anni)    | 2     | Standard Liegi         |
| 22 | D    | Jonathan Ngwem         | 20 luglio 1991 (25 anni)    | 2     | Progresso              |
| 2  | D    | Ernest Mabouka         | 16 giugno 1988 (28 anni)    | 0     | MŠK Žilina             |
| 11 | C    | Edgar Salli            | 17 agosto 1992 (24 anni)    | 33    | 1. FC Nürnberg         |
| 14 | C    | Georges Mandjeck       | 9 dicembre 1988 (28 anni)   | 29    | Metz                   |
| 7  | C    | Clinton N'Jie          | 15 agosto 1993 (23 anni)    | 16    | Marseille              |
| 15 | C    | Sébastien Siani        | 21 dicembre 1986 (30 anni)  | 10    | Oostende               |
| 17 | C    | Arnaud Djoum           | 2 maggio 1989 (27 anni)     | 3     | Hearts                 |
| 12 | C    | Frank Boya             | 1º luglio 1996 (20 anni)    | 1     | APEJES Academy         |
| 10 | A    | Vincent Aboubakar      | 22 gennaio 1992 (24 anni)   | 48    | Beşiktaş               |
| 8  | A    | Benjamin Moukandjo     | 12 novembre 1988 (28 anni)  | 40    | Lorient                |
| 9  | A    | Jacques Zoua           | 6 settembre 1991 (25 anni)  | 14    | Kaiserslautern         |
| 20 | A    | Karl Toko Ekambi       | 14 settembre 1992 (24 anni) | 7     | Angers                 |
| 18 | A    | Robert Ndip Tambe      | 22 febbraio 1994 (22 anni)  | 2     | Spartak Trnava         |
| 13 | A    | Christian Bassogog     | 18 ottobre 1995 (21 anni)   | 1     | AaB                    |

### Guinea-Bissau
Commissario tecnico:  Baciro Candé
Rosa annunciata il 4 gennaio 2017.
| N. | Pos. | Giocatore        | Data nascita (età)          | Pres. | Squadra             |
| -- | ---- | ---------------- | --------------------------- | ----- | ------------------- |
| 1  | P    | Jonas Mendes     | 20 novembre 1989 (27 anni)  | 20    | Salgueiros          |
| 12 | P    | Papa Mbaye       | 11 dicembre 1985 (31 anni)  | 1     | CD Orellana         |
| 23 | P    | Rui Dabó         | 5 ottobre 1994 (22 anni)    | 0     | Cova da Piedade     |
| 6  | D    | Eridson          | 25 giugno 1990 (26 anni)    | 16    | Freamunde           |
| 22 | D    | Mamadu Candé     | 29 agosto 1990 (26 anni)    | 12    | Tondela             |
| 5  | D    | Rudinilson Silva | 20 agosto 1994 (22 anni)    | 5     | svincolato          |
| 16 | D    | Agostinho Soares | 27 gennaio 1990 (26 anni)   | 5     | Sporting da Covilhã |
| 14 | D    | Juary Soares     | 20 febbraio 1992 (24 anni)  | 5     | Mafra               |
| 2  | D    | Emmanuel Mendy   | 30 marzo 1990 (26 anni)     | 4     | Ceahlăul            |
| 4  | D    | Tomás Dabó       | 20 ottobre 1993 (23 anni)   | 0     | Braga B             |
| 10 | C    | Bocundji Ca      | 28 dicembre 1986 (30 anni)  | 20    | svincolato          |
| 7  | C    | Zezinho          | 23 settembre 1992 (24 anni) | 20    | Levadiakos          |
| 20 | C    | Idrissa Camará   | 30 ottobre 1992 (24 anni)   | 5     | Avellino            |
| 18 | C    | Piqueti          | 12 febbraio 1993 (23 anni)  | 5     | Braga B             |
| 11 | C    | Nani Soares      | 17 settembre 1991 (25 anni) | 4     | Felgueiras          |
| 15 | C    | Toni Silva       | 15 settembre 1993 (23 anni) | 2     | Levadiakos          |
| 3  | C    | Lassana Camará   | 29 dicembre 1991 (25 anni)  | 1     | Académico de Viseu  |
| 8  | C    | Francisco Júnior | 18 gennaio 1992 (24 anni)   | 0     | Strømsgodset        |
| 19 | A    | João Mário       | 11 ottobre 1993 (23 anni)   | 3     | Chaves              |
| 13 | A    | Frédéric Mendy   | 18 novembre 1988 (28 anni)  | 2     | Jeju United         |
| 9  | A    | Abel Camará      | 6 gennaio 1990 (27 anni)    | 1     | Belenenses          |
| 21 | A    | Aldair           | 31 gennaio 1992 (24 anni)   | 0     | Olhanense           |

## Gruppo B

### Algeria
Commissario Tecnico:  Georges Leekens
Rosa annunciata il 31 dicembre 2016.
| N. | Pos. | Giocatore            | Data nascita (età)          | Pres. | Squadra         |
| -- | ---- | -------------------- | --------------------------- | ----- | --------------- |
| 1  | P    | Chamseddine Rahmani  | 15 settembre 1990 (26 anni) | 0     | MO Béjaïa       |
| 2  | D    | Aïssa Mandi          | 22 ottobre 1991 (25 anni)   | 26    | Real Betis      |
| 3  | D    | Faouzi Ghoulam       | 1º febbraio 1991 (25 anni)  | 29    | Napoli          |
| 4  | D    | Liassine Cadamuro    | 5 marzo 1988 (28 anni)      | 11    | Servette        |
| 5  | D    | Hicham Belkaroui     | 24 agosto 1990 (26 anni)    | 8     | Espérance       |
| 6  | D    | Djamel Mesbah        | 9 ottobre 1984 (32 anni)    | 34    | Crotone         |
| 7  | C    | Riyad Mahrez         | 21 febbraio 1991 (25 anni)  | 27    | Leicester City  |
| 8  | C    | Saphir Taïder        | 29 febbraio 1992 (24 anni)  | 37    | Bologna         |
| 9  | A    | Baghdad Bounedjah    | 30 novembre 1991 (25 anni)  | 6     | Al-Sadd         |
| 10 | C    | Sofiane Hanni        | 29 dicembre 1990 (26 anni)  | 1     | Anderlecht      |
| 11 | C    | Yacine Brahimi       | 8 febbraio 1990 (26 anni)   | 31    | Porto           |
| 12 | D    | Ramy Bensebaini      | 16 aprile 1995 (21 anni)    | 0     | Rennes          |
| 13 | A    | Islam Slimani        | 18 giugno 1988 (28 anni)    | 46    | Leicester City  |
| 14 | C    | Nabil Bentaleb       | 24 novembre 1994 (22 anni)  | 21    | Schalke 04      |
| 15 | A    | Hillal Soudani       | 25 novembre 1987 (29 anni)  | 39    | Dinamo Zagabria |
| 16 | P    | Malik Asselah        | 8 luglio 1996 (20 anni)     | 0     | JS Kabylie      |
| 17 | C    | Adlène Guedioura     | 12 novembre 1985 (31 anni)  | 34    | Watford         |
| 18 | C    | Rachid Ghezzal       | 9 maggio 1992 (24 anni)     | 7     | Lyon            |
| 19 | C    | Mehdi Abeid          | 6 agosto 1992 (24 anni)     | 3     | Dijon           |
| 20 | D    | Mohamed Benyahia     | 30 giugno 1992 (24 anni)    | 0     | USM Alger       |
| 21 | D    | Mohamed Rabie Meftah | 5 maggio 1985 (31 anni)     | 7     | USM Alger       |
| 22 | D    | Mokhtar Belkhiter    | 15 gennaio 1992 (24 anni)   | 0     | Club Africain   |
| 23 | P    | Raïs M'Bolhi         | 25 aprile 1986 (30 anni)    | 48    | Antalyaspor     |

### Tunisia
Commissario Tecnico:  Henryk Kasperczak
Rosa annunciata il 4 gennaio 2017.
| N. | Pos. | Giocatore              | Data nascita (età)          | Pres. | Squadra         |
| -- | ---- | ---------------------- | --------------------------- | ----- | --------------- |
| 16 | P    | Aymen Mathlouthi       | 14 settembre 1984 (32 anni) | 59    | Étoile du Sahel |
| 22 | P    | Moez Ben Cherifia      | 24 giugno 1991 (25 anni)    | 17    | Espérance       |
| 1  | P    | Rami Jridi             | 25 aprile 1985 (31 anni)    | 14    | CS Sfaxien      |
| 3  | D    | Aymen Abdennour        | 6 agosto 1989 (27 anni)     | 51    | Valencia        |
| 12 | D    | Ali Maâloul            | 1º gennaio 1990 (27 anni)   | 31    | Al Ahly         |
| 2  | D    | Syam Ben Youssef       | 21 marzo 1989 (27 anni)     | 27    | Caen            |
| 17 | D    | Hamza Mathlouthi       | 25 luglio 1992 (24 anni)    | 25    | CS Sfaxien      |
| 20 | D    | Mohamed Ali Yacoubi    | 5 ottobre 1990 (26 anni)    | 11    | Çaykur Rizespor |
| 6  | D    | Chamseddine Dhaouadi   | 16 gennaio 1987 (29 anni)   | 9     | Espérance       |
| 4  | D    | Zied Boughattas        | 25 dicembre 1990 (26 anni)  | 7     | Étoile du Sahel |
| 21 | D    | Hamdi Nagguez          | 28 ottobre 1992 (24 anni)   | 6     | Étoile du Sahel |
| 5  | D    | Sliman Kchouk          | 7 maggio 1994 (22 anni)     | 0     | CA Bizertin     |
| 7  | C    | Youssef Msakni         | 28 ottobre 1990 (26 anni)   | 36    | Lekhwiya        |
| 10 | C    | Wahbi Khazri           | 8 febbraio 1991 (25 anni)   | 27    | Sunderland      |
| 13 | C    | Ferjani Sassi          | 18 marzo 1992 (24 anni)     | 25    | Espérance       |
| 14 | C    | Mohamed Amine Ben Amor | 3 marzo 1992 (24 anni)      | 13    | Étoile du Sahel |
| 8  | C    | Hamza Lahmar           | 28 maggio 1990 (26 anni)    | 7     | Étoile du Sahel |
| 15 | C    | Larry Azouni           | 23 marzo 1994 (22 anni)     | 3     | Nîmes           |
| 23 | C    | Naïm Sliti             | 27 luglio 1992 (24 anni)    | 3     | Lilla           |
| 18 | C    | Ahmed Khalil           | 21 dicembre 1994 (22 anni)  | 2     | Club Africain   |
| 19 | A    | Saber Khalifa          | 14 ottobre 1986 (30 anni)   | 38    | Club Africain   |
| 9  | A    | Ahmed Akaïchi          | 23 febbraio 1989 (27 anni)  | 21    | Al-Ittihad      |
| 11 | A    | Taha Yassine Khenissi  | 6 gennaio 1992 (25 anni)    | 12    | Espérance       |

### Senegal
Commissario Tecnico: Aliou Cissé
Rosa annunciata il 30 dicembre 2016.
| N. | Pos. | Giocatore           | Data nascita (età)          | Pres. | Squadra         |
| -- | ---- | ------------------- | --------------------------- | ----- | --------------- |
| 1  | P    | Abdoulaye Diallo    | 30 marzo 1992 (24 anni)     | 9     | Çaykur Rizespor |
| 2  | D    | Kara Mbodj          | 11 novembre 1989 (27 anni)  | 32    | Anderlecht      |
| 3  | D    | Kalidou Koulibaly   | 20 giugno 1991 (25 anni)    | 12    | Napoli          |
| 4  | C    | Henri Saivet        | 26 ottobre 1990 (26 anni)   | 15    | Saint-Étienne   |
| 5  | C    | Idrissa Gueye       | 26 settembre 1989 (27 anni) | 38    | Everton         |
| 6  | C    | Papa Alioune Ndiaye | 27 ottobre 1990 (26 anni)   | 4     | Osmanlıspor     |
| 7  | A    | Pape Moussa Konaté  | 3 aprile 1993 (23 anni)     | 22    | Sion            |
| 8  | D    | Cheikhou Kouyaté    | 21 dicembre 1989 (27 anni)  | 32    | West Ham United |
| 9  | A    | Mame Biram Diouf    | 16 novembre 1987 (29 anni)  | 36    | Stoke City      |
| 10 | C    | Sadio Mané          | 10 aprile 1992 (24 anni)    | 38    | Liverpool       |
| 11 | C    | Keita Baldé Diao    | 8 marzo 1995 (21 anni)      | 7     | Lazio           |
| 12 | C    | Mohamed Diamé       | 14 giugno 1987 (29 anni)    | 34    | Newcastle Utd   |
| 13 | D    | Cheikh M'Bengue     | 23 luglio 1988 (28 anni)    | 25    | Saint-Étienne   |
| 14 | D    | Zargo Touré         | 11 novembre 1989 (27 anni)  | 15    | Lorient         |
| 15 | C    | Papa Kouli Diop     | 19 marzo 1986 (30 anni)     | 17    | Espanyol        |
| 16 | P    | Khadim N'Diaye      | 30 novembre 1984 (32 anni)  | 18    | Horoya          |
| 17 | A    | Moussa Sow          | 19 gennaio 1986 (30 anni)   | 38    | Fenerbahçe      |
| 18 | C    | Ismaïla Sarr        | 25 febbraio 1998 (18 anni)  | 2     | Metz            |
| 19 | D    | Saliou Ciss         | 15 settembre 1989 (27 anni) | 9     | Valenciennes    |
| 20 | C    | Cheikh N'Doye       | 29 marzo 1986 (30 anni)     | 10    | Angers          |
| 21 | D    | Lamine Gassama      | 20 ottobre 1989 (27 anni)   | 24    | Alanyaspor      |
| 22 | A    | Famara Diedhiou     | 15 dicembre 1992 (24 anni)  | 3     | Angers          |
| 23 | P    | Pape Seydou N'Diaye | 11 febbraio 1993 (23 anni)  | 1     | Niarry Tally    |

### Zimbabwe
Commissario Tecnico: Callisto Pasuwa
Rosa annunciata il 4 gennaio 2017.
| N. | Pos. | Giocatore          | Data nascita (età)          | Pres. | Squadra           |
| -- | ---- | ------------------ | --------------------------- | ----- | ----------------- |
| 16 | P    | Tatenda Mkuruva    | 4 gennaio 1996 (21 anni)    | 13    | Dynamos           |
| 1  | P    | Bernard Donovan    | 12 luglio 1995 (21 anni)    | 9     | How Mine          |
| 23 | P    | Takabva Mawaya     | 2 marzo 1993 (23 anni)      | 0     | Hwange            |
| 4  | D    | Hardlife Zvirekwi  | 5 maggio 1987 (29 anni)     | 36    | CAPS United       |
| 6  | D    | Onismor Bhasera    | 7 gennaio 1986 (31 anni)    | 29    | SuperSport United |
| 22 | D    | Oscar Machapa      | 1º giugno 1987 (29 anni)    | 11    | Vita Club         |
| 12 | D    | Bruce Kangwa       | 24 luglio 1988 (28 anni)    | 11    | Azam              |
| 15 | D    | Teenage Hadebe     | 17 settembre 1995 (21 anni) | 10    | Chicken Inn       |
| 19 | D    | Lawrence Mhlanga   | 20 dicembre 1993 (23 anni)  | 9     | Chicken Inn       |
| 5  | D    | Elisha Muroiwa     | 28 gennaio 1989 (27 anni)   | 7     | Dynamos           |
| 2  | D    | Costa Nhamoinesu   | 6 gennaio 1986 (31 anni)    | 7     | Sparta Praga      |
| 3  | C    | Danny Phiri        | 25 luglio 1989 (27 anni)    | 30    | Golden Arrows     |
| 20 | C    | Khama Billiat      | 19 agosto 1990 (26 anni)    | 22    | Mamelodi Sundowns |
| 14 | C    | Willard Katsande   | 15 gennaio 1986 (30 anni)   | 22    | Kaizer Chiefs     |
| 10 | C    | Kudakwashe Mahachi | 29 settembre 1993 (23 anni) | 17    | Golden Arrows     |
| 18 | C    | Marvelous Nakamba  | 19 gennaio 1994 (22 anni)   | 5     | Vitesse Arnhem    |
| 13 | A    | Cuthbert Malajila  | 3 ottobre 1985 (31 anni)    | 28    | Bidvest Wits      |
| 17 | A    | Knowledge Musona   | 21 giugno 1990 (26 anni)    | 26    | Oostende          |
| 9  | A    | Nyasha Mushekwi    | 21 agosto 1987 (29 anni)    | 14    | Dalian Yifang     |
| 11 | A    | Tendai Ndoro       | 15 maggio 1985 (31 anni)    | 8     | Orlando Pirates   |
| 8  | A    | Evans Rusike       | 13 giugno 1990 (26 anni)    | 8     | Maritzburg United |
| 7  | A    | Matthew Rusike     | 28 giugno 1990 (26 anni)    | 5     | Helsingborg       |
| 21 | A    | Tino Kadewere      | 5 gennaio 1996 (21 anni)    | 3     | Djurgården        |

## Gruppo C

### Costa d'Avorio
Commissario Tecnico:  Michel Dussuyer
Rosa annunciata il 4 gennaio 2017.
| N. | Pos. | Giocatore         | Data nascita (età)          | Pres. | Squadra             |
| -- | ---- | ----------------- | --------------------------- | ----- | ------------------- |
| 16 | P    | Sylvain Gbohouo   | 29 ottobre 1988 (28 anni)   | 23    | TP Mazembe          |
| 23 | P    | Badra Ali Sangaré | 30 maggio 1986 (30 anni)    | 10    | AS Tanda            |
| 1  | P    | Sayouba Mandé     | 15 giugno 1993 (23 anni)    | 4     | Stabæk              |
| 17 | D    | Serge Aurier      | 24 dicembre 1992 (24 anni)  | 34    | Paris Saint-Germain |
| 21 | D    | Eric Bailly       | 12 aprile 1994 (22 anni)    | 17    | Manchester Utd      |
| 5  | D    | Wilfried Kanon    | 6 luglio 1993 (23 anni)     | 15    | ADO Den Haag        |
| 4  | D    | Lamine Koné       | 1º febbraio 1989 (27 anni)  | 9     | Sunderland          |
| 22 | D    | Mamadou Bagayoko  | 31 dicembre 1989 (27 anni)  | 5     | Sint-Truiden        |
| 18 | D    | Adama Traoré      | 3 febbraio 1990 (26 anni)   | 5     | Basel               |
| 19 | D    | Simon Deli        | 27 ottobre 1991 (25 anni)   | 4     | Slavia Praga        |
| 15 | C    | Max Gradel        | 30 novembre 1987 (29 anni)  | 50    | AFC Bournemouth     |
| 20 | C    | Serey Die         | 7 novembre 1984 (32 anni)   | 31    | Basel               |
| 3  | C    | Serge N'Guessan   | 31 luglio 1994 (22 anni)    | 13    | Nancy               |
| 10 | C    | Cheick Doukouré   | 11 settembre 1992 (24 anni) | 11    | Metz                |
| 11 | C    | Franck Kessié     | 19 dicembre 1996 (20 anni)  | 10    | Atalanta            |
| 6  | C    | Jean Seri         | 19 luglio 1991 (25 anni)    | 9     | Nice                |
| 7  | C    | Victorien Angban  | 29 settembre 1996 (20 anni) | 5     | Granada             |
| 2  | C    | Nicolas Pépé      | 29 maggio 1995 (21 anni)    | 1     | Angers              |
| 9  | C    | Wilfried Zaha     | 10 novembre 1992 (24 anni)  | 0     | Crystal Palace      |
| 8  | A    | Salomon Kalou     | 5 agosto 1985 (31 anni)     | 88    | Hertha Berlino      |
| 12 | A    | Wilfried Bony     | 10 dicembre 1988 (28 anni)  | 47    | Stoke City          |
| 13 | A    | Giovanni Sio      | 31 marzo 1989 (27 anni)     | 20    | Rennes              |
| 14 | A    | Jonathan Kodjia   | 22 ottobre 1989 (27 anni)   | 6     | Aston Villa         |

### RD del Congo
Commissario Tecnico: Florent Ibengé
Rosa annunciata il 6 gennaio 2017.
| N. | Pos. | Giocatore            | Data nascita (età)         | Pres. | Squadra           |
| -- | ---- | -------------------- | -------------------------- | ----- | ----------------- |
| 1  | P    | Ley Matampi          | 18 aprile 1989 (27 anni)   | 21    | TP Mazembe        |
| 16 | P    | Mulopo Kudimbana     | 21 gennaio 1987 (29 anni)  | 8     | Anversa           |
| 23 | P    | Joël Kiassumbua      | 6 aprile 1992 (24 anni)    | 3     | Wohlen            |
| 2  | D    | Issama Mpeko         | 3 marzo 1986 (30 anni)     | 46    | TP Mazembe        |
| 22 | D    | Chancel Mbemba       | 8 agosto 1994 (22 anni)    | 29    | Newcastle Utd     |
| 14 | D    | Gabriel Zakuani      | 31 maggio 1986 (30 anni)   | 26    | Northampton Town  |
| 13 | D    | Joyce Lomalisa       | 18 giugno 1993 (23 anni)   | 19    | Vita Club         |
| 3  | D    | Fabrice N'Sakala     | 21 luglio 1990 (26 anni)   | 7     | Alanyaspor        |
| 5  | D    | Marcel Tisserand     | 10 gennaio 1993 (24 anni)  | 4     | FC Ingolstadt     |
| 4  | D    | Jordan Ikoko         | 3 febbraio 1994 (22 anni)  | 0     | Guingamp          |
| 7  | C    | Youssuf Mulumbu      | 25 gennaio 1987 (29 anni)  | 36    | Norwich City      |
| 10 | C    | Neeskens Kebano      | 10 marzo 1992 (24 anni)    | 13    | Fulham            |
| 20 | C    | Jacques Maghoma      | 23 ottobre 1987 (29 anni)  | 12    | Birmingham City   |
| 18 | C    | Merveille Bokadi     | 21 maggio 1992 (24 anni)   | 10    | TP Mazembe        |
| 8  | C    | Paul-José M'Poku     | 19 aprile 1992 (24 anni)   | 6     | Panathinaikos     |
| 15 | C    | Rémi Mulumba         | 2 novembre 1992 (24 anni)  | 5     | Gazélec Ajaccio   |
| 9  | A    | Dieumerci Mbokani    | 22 novembre 1985 (31 anni) | 37    | Hull City         |
| 21 | A    | Firmin Ndombe Mubele | 17 aprile 1992 (24 anni)   | 33    | Al Ahli           |
| 19 | A    | Jeremy Bokila        | 14 novembre 1988 (28 anni) | 16    | Al-Kharitiyath    |
| 12 | A    | Jonathan Bolingi     | 30 giugno 1994 (22 anni)   | 13    | TP Mazembe        |
| 11 | A    | Jordan Botaka        | 24 giugno 1993 (23 anni)   | 11    | Charlton Athletic |
| 17 | A    | Cédric Bakambu       | 11 aprile 1991 (25 anni)   | 9     | Villarreal        |

### Marocco
Commissario Tecnico:  Hervé Renard
Una lista provvisoria di 26 uomini è stata annunciata il 22 dicembre 2016. Aziz Bouhaddouz è stato aggiunto alla squadra il 2 gennaio 2017, dopo gli infortuni di Younès Belhanda e Oussama Tannane. La squadra finale è stata annunciata il 4 gennaio 2017, con Ismail Haddad e Mohamed Nahiri esclusi dalla squadra. Il 5 gennaio, è stato annunciato che Omar El Kaddouri si sarebbe unito al gruppo per l'infortunio di Nordin Amrabat, mentre Faycal Rherras è stato chiamato per sostituire Sofiane Boufal il 13 gennaio.
| N. | Pos. | Giocatore              | Data nascita (età)         | Pres. | Squadra                 |
| -- | ---- | ---------------------- | -------------------------- | ----- | ----------------------- |
| 12 | P    | Munir Mohand           | 10 maggio 1989 (27 anni)   | 11    | Numancia                |
| 1  | P    | Yassine Bounou         | 5 aprile 1991 (25 anni)    | 7     | Girona                  |
| 22 | P    | Yassine El Kharroubi   | 29 marzo 1990 (26 anni)    | 3     | Lokomotiv Plovdiv       |
| 5  | D    | Medhi Benatia          | 17 aprile 1987 (29 anni)   | 44    | Juventus                |
| 4  | D    | Manuel da Costa        | 6 maggio 1986 (30 anni)    | 17    | Olympiacos              |
| 3  | D    | Fouad Chafik           | 16 ottobre 1986 (30 anni)  | 8     | Dijon                   |
| 6  | D    | Romain Saïss           | 26 marzo 1990 (26 anni)    | 8     | Wolverhampton Wanderers |
| 2  | D    | Hamza Mendyl           | 21 ottobre 1997 (19 anni)  | 5     | Lilla                   |
| 18 | D    | Amine Atouchi          | 1º luglio 1992 (24 anni)   | 1     | Wydad Casablanca        |
| 14 | C    | Mbark Boussoufa        | 15 agosto 1984 (32 anni)   | 42    | Al Jazira               |
| 8  | C    | Karim El Ahmadi        | 27 gennaio 1985 (31 anni)  | 35    | Feyenoord               |
| 16 | C    | Omar El Kaddouri       | 21 agosto 1990 (26 anni)   | 20    | Napoli                  |
| 19 | C    | Mounir Obbadi          | 4 aprile 1983 (33 anni)    | 21    | Lilla                   |
| 17 | C    | Nabil Dirar            | 25 febbraio 1986 (30 anni) | 20    | Monaco                  |
| 21 | C    | Mehdi Carcela-González | 1º luglio 1989 (27 anni)   | 14    | Granada                 |
| 11 | C    | Fayçal Fajr            | 1º agosto 1988 (28 anni)   | 7     | Deportivo La Coruña     |
| 15 | C    | Youssef Aït Bennasser  | 7 luglio 1996 (20 anni)    | 5     | Nancy                   |
| 10 | C    | Faycal Rherras         | 7 aprile 1993 (23 anni)    | 1     | Hearts                  |
| 9  | A    | Youssef El-Arabi       | 3 febbraio 1987 (29 anni)  | 39    | Lekhwiya                |
| 7  | A    | Youssef En-Nesyri      | 1º giugno 1997 (19 anni)   | 6     | Málaga                  |
| 23 | A    | Rachid Alioui          | 18 giugno 1992 (24 anni)   | 5     | Nîmes                   |
| 13 | A    | Khalid Boutaïb         | 24 aprile 1987 (29 anni)   | 5     | Strasburgo              |
| 20 | A    | Aziz Bouhaddouz        | 30 marzo 1987 (29 anni)    | 3     | FC St. Pauli            |

### Togo
Commissario Tecnico:  Claude Le Roy
Rosa annunciata il 4 gennaio 2017.
| N. | Pos. | Giocatore            | Data nascita (età)         | Pres. | Squadra            |
| -- | ---- | -------------------- | -------------------------- | ----- | ------------------ |
|    | P    | Kossi Agassa         | 2 luglio 1978 (38 anni)    | 66    | Granville          |
|    | P    | Baba Tchagouni       | 31 dicembre 1990 (26 anni) | 21    | Marmande           |
|    | P    | Cédric Mensah        | 6 marzo 1989 (27 anni)     | 15    | Le Mans            |
|    | D    | Abdoul-Gafar Mamah   | 24 agosto 1985 (31 anni)   | 84    | Dacia              |
|    | D    | Serge Akakpo         | 15 ottobre 1987 (29 anni)  | 59    | Trabzonspor        |
|    | D    | Sadat Ouro-Akoriko   | 1º febbraio 1988 (28 anni) | 35    | Al-Khaleej         |
|    | D    | Dakonam Ortega Djene | 31 dicembre 1991 (25 anni) | 30    | Sint-Truiden       |
|    | D    | Vincent Bossou       | 7 febbraio 1986 (30 anni)  | 27    | Young Africans     |
|    | D    | Maklibè Kouloum      | 5 ottobre 1987 (29 anni)   | 6     | Dynamic Togolais   |
|    | D    | Hakim Ouro-Sama      | 5 ottobre 1987 (29 anni)   | 3     | Togo-Port          |
|    | C    | Alaixys Romao        | 18 gennaio 1984 (32 anni)  | 64    | Olympiacos         |
|    | C    | Serge Gakpé          | 7 maggio 1987 (29 anni)    | 43    | Genoa              |
|    | C    | Floyd Ayité          | 15 dicembre 1988 (28 anni) | 31    | Fulham             |
|    | C    | Prince Segbefia      | 11 marzo 1991 (25 anni)    | 26    | Göztepe            |
|    | C    | Lalawélé Atakora     | 9 novembre 1990 (26 anni)  | 25    | Helsingborg        |
|    | C    | Abdoulrazak Boukari  | 25 aprile 1987 (29 anni)   | 15    | Châteauroux        |
|    | C    | Mathieu Dossevi      | 12 febbraio 1988 (28 anni) | 14    | Standard Liegi     |
|    | C    | Henri Eninful        | 21 luglio 1992 (24 anni)   | 9     | Doxa Katōkopias    |
|    | C    | Ihlas Bebou          | 23 aprile 1994 (22 anni)   | 5     | Fortuna Düsseldorf |
|    | C    | Franco Atchou        | 3 dicembre 1995 (21 anni)  | 4     | Dynamic Togolais   |
|    | A    | Emmanuel Adebayor    | 26 febbraio 1984 (32 anni) | 72    | svincolato         |
|    | A    | Komlan Agbégniadan   | 26 marzo 1991 (25 anni)    | 6     | West African FA    |
|    | A    | Kodjo Laba           | 27 gennaio 1992 (24 anni)  | 6     | Nahdat Berkane     |

## Gruppo D

### Ghana
Commissario Tecnico:  Avram Grant
Rosa annunciata il 4 gennaio 2017.
| N. | Pos. | Giocatore              | Data nascita (età)          | Pres. | Squadra         |
| -- | ---- | ---------------------- | --------------------------- | ----- | --------------- |
|    | P    | Abdul Fatawu Dauda     | 6 aprile 1985 (31 anni)     | 25    | Enyimba         |
|    | P    | Brimah Razak           | 22 giugno 1987 (29 anni)    | 23    | Córdoba         |
|    | P    | Richard Ofori          | 1º novembre 1993 (23 anni)  | 2     | Wa All Stars    |
|    | D    | Harrison Afful         | 24 luglio 1986 (30 anni)    | 71    | Columbus Crew   |
|    | D    | Jonathan Mensah        | 13 luglio 1990 (26 anni)    | 55    | Columbus Crew   |
|    | D    | John Boye              | 23 aprile 1987 (29 anni)    | 54    | Sivasspor       |
|    | D    | Baba Rahman            | 2 luglio 1994 (22 anni)     | 25    | Schalke 04      |
|    | D    | Frank Acheampong       | 16 ottobre 1993 (23 anni)   | 14    | Anderlecht      |
|    | D    | Edwin Gyimah           | 9 marzo 1991 (25 anni)      | 10    | Orlando Pirates |
|    | D    | Andy Yiadom            | 2 dicembre 1991 (25 anni)   | 0     | Barnsley        |
|    | C    | Emmanuel Agyemang-Badu | 2 dicembre 1990 (26 anni)   | 73    | Udinese         |
|    | C    | André Ayew             | 17 dicembre 1989 (27 anni)  | 71    | West Ham United |
|    | C    | Christian Atsu         | 10 giugno 1992 (24 anni)    | 49    | Newcastle Utd   |
|    | C    | Mubarak Wakaso         | 25 luglio 1990 (26 anni)    | 45    | Panathinaikos   |
|    | C    | Afriyie Acquah         | 5 gennaio 1992 (25 anni)    | 25    | Torino          |
|    | C    | Daniel Amartey         | 21 dicembre 1994 (22 anni)  | 13    | Leicester City  |
|    | C    | Thomas Teye Partey     | 13 giugno 1993 (23 anni)    | 5     | Atlético Madrid |
|    | C    | Bernard Tekpetey       | 3 settembre 1997 (19 anni)  | 0     | Schalke 04      |
|    | C    | Ebenezer Ofori         | 1º luglio 1995 (21 anni)    | 0     | AIK             |
|    | A    | Asamoah Gyan           | 22 novembre 1985 (31 anni)  | 97    | Al-Ahli         |
|    | A    | Jordan Ayew            | 11 settembre 1991 (25 anni) | 42    | Aston Villa     |
|    | A    | Samuel Tetteh          | 28 luglio 1996 (20 anni)    | 5     | Liefering       |
|    | A    | Ebenezer Assifuah      | 3 luglio 1993 (23 anni)     | 1     | Sion            |

### Mali
Commissario Tecnico:  Alain Giresse
Rosa annunciata il 4 gennaio 2017.
| N. | Pos. | Giocatore         | Data nascita (età)          | Pres. | Squadra              |
| -- | ---- | ----------------- | --------------------------- | ----- | -------------------- |
|    | P    | Soumbeïla Diakité | 25 agosto 1984 (32 anni)    | 50    | Stade Malien         |
|    | P    | Oumar Sissoko     | 13 settembre 1987 (29 anni) | 23    | Orléans              |
|    | P    | Djigui Diarra     | 27 febbraio 1995 (21 anni)  | 11    | Stade Malien         |
|    | D    | Salif Coulibaly   | 13 maggio 1988 (28 anni)    | 23    | TP Mazembe           |
|    | D    | Ousmane Coulibaly | 9 luglio 1989 (27 anni)     | 22    | Panathinaikos        |
|    | D    | Molla Wague       | 21 febbraio 1991 (25 anni)  | 21    | Udinese              |
|    | D    | Mahamadou N'Diaye | 21 giugno 1990 (26 anni)    | 18    | Troyes               |
|    | D    | Mohamed Konaté    | 20 ottobre 1992 (24 anni)   | 9     | Nahdat Berkane       |
|    | D    | Youssouf Koné     | 5 luglio 1995 (21 anni)     | 6     | Lilla                |
|    | D    | Hamari Traoré     | 27 gennaio 1992 (24 anni)   | 6     | Reims                |
|    | D    | Charles Traoré    | 1º gennaio 1992 (25 anni)   | 1     | Troyes               |
|    | C    | Samba Sow         | 29 aprile 1989 (27 anni)    | 36    | Kayserispor          |
|    | C    | Sambou Yatabaré   | 2 marzo 1989 (27 anni)      | 29    | Werder Bremen        |
|    | C    | Yacouba Sylla     | 29 novembre 1990 (26 anni)  | 27    | Montpellier          |
|    | C    | Bakary Sako       | 26 aprile 1988 (28 anni)    | 18    | Crystal Palace       |
|    | C    | Mamoutou N'Diaye  | 15 marzo 1990 (26 anni)     | 13    | Anversa              |
|    | C    | Yves Bissouma     | 30 agosto 1996 (20 anni)    | 6     | Lilla                |
|    | C    | Moussa Doumbia    | 15 agosto 1994 (22 anni)    | 6     | Rostov               |
|    | C    | Lassana Coulibaly | 10 aprile 1996 (20 anni)    | 3     | Bastia               |
|    | C    | Adama Traoré      | 28 giugno 1995 (21 anni)    | 3     | Monaco               |
|    | A    | Mustapha Yatabaré | 26 gennaio 1986 (30 anni)   | 32    | Kardemir Karabükspor |
|    | A    | Moussa Marega     | 14 aprile 1991 (25 anni)    | 9     | Vitória de Guimarães |
|    | A    | Kalifa Coulibaly  | 21 agosto 1991 (25 anni)    | 6     | Gent                 |

### Egitto
Commissario Tecnico:  Héctor Cúper
Rosa annunciata il 4 gennaio 2017.
| N. | Pos. | Giocatore           | Data nascita (età)          | Pres. | Squadra     |
| -- | ---- | ------------------- | --------------------------- | ----- | ----------- |
| 1  | P    | Essam El-Hadary     | 15 gennaio 1973 (43 anni)   | 143   | Wadi Degla  |
| 2  | D    | Ali Gabr            | 10 gennaio 1987 (30 anni)   | 8     | Zamalek     |
| 3  | D    | Ahmed Elmohamady    | 9 settembre 1987 (29 anni)  | 72    | Hull City   |
| 4  | D    | Omar Gaber          | 30 gennaio 1992 (24 anni)   | 19    | Basel       |
| 5  | C    | Ibrahim Salah       | 1º aprile 1987 (29 anni)    | 32    | Zamalek     |
| 6  | D    | Ahmed Hegazy        | 25 gennaio 1991 (25 anni)   | 30    | Al Ahly     |
| 7  | D    | Ahmed Fathy         | 10 novembre 1984 (32 anni)  | 113   | Al Ahly     |
| 8  | C    | Tarek Hamed         | 24 ottobre 1988 (28 anni)   | 8     | Zamalek     |
| 9  | A    | Ahmed Hassan 'Koka' | 5 marzo 1993 (23 anni)      | 10    | Braga       |
| 10 | A    | Mohamed Salah       | 15 giugno 1992 (24 anni)    | 46    | Roma        |
| 11 | C    | Mahmoud Kahraba     | 13 aprile 1994 (22 anni)    | 9     | Al-Ittihad  |
| 12 | D    | Ahmed Duiedar       | 29 ottobre 1987 (29 anni)   | 9     | Zamalek     |
| 13 | D    | Mohamed Abdel-Shafy | 1º luglio 1985 (31 anni)    | 42    | Al-Ahli     |
| 14 | C    | Ramadan Sobhi       | 27 giugno 1997 (19 anni)    | 10    | Stoke City  |
| 15 | D    | Karim Hafez         | 12 marzo 1996 (20 anni)     | 1     | Lens        |
| 16 | P    | Sherif Ekramy       | 10 luglio 1983 (33 anni)    | 18    | Al Ahly     |
| 17 | C    | Mohamed Elneny      | 11 luglio 1992 (24 anni)    | 49    | Arsenal     |
| 18 | A    | Marwan Mohsen       | 26 febbraio 1989 (27 anni)  | 11    | Al Ahly     |
| 19 | C    | Abdallah El-Said    | 13 giugno 1985 (31 anni)    | 22    | Al Ahly     |
| 20 | D    | Saad Samir          | 1º aprile 1989 (27 anni)    | 4     | Al Ahly     |
| 21 | C    | Mahmoud Hassan      | 1º ottobre 1994 (22 anni)   | 11    | Mouscron    |
| 22 | C    | Amr Warda           | 17 settembre 1993 (23 anni) | 5     | Panetolikos |
| 23 | P    | Ahmed El Shenawy    | 14 maggio 1991 (25 anni)    | 26    | Zamalek     |

### Uganda
Commissario Tecnico:  Milutin Sredojević
Rosa annunciata il 4 gennaio 2017.
| N. | Pos. | Giocatore           | Data nascita (età)         | Pres. | Squadra           |
| -- | ---- | ------------------- | -------------------------- | ----- | ----------------- |
| 1  | P    | Robert Odongkara    | 2 settembre 1989 (27 anni) | 26    | Saint George      |
| 2  | D    | Joseph Ochaya       | 14 dicembre 1993 (23 anni) | 36    | Kampala CCA       |
| 3  | C    | Geoffrey Kizito     | 2 febbraio 1993 (23 anni)  | 34    | Than Quảng Ninh   |
| 4  | D    | Murushid Juuko      | 14 aprile 1994 (22 anni)   | 19    | Simba             |
| 5  | D    | Isaac Isinde        | 16 aprile 1991 (25 anni)   | 52    | Saint George      |
| 6  | C    | Tony Mawejje        | 15 dicembre 1987 (29 anni) | 76    | Þróttur Reykjavík |
| 7  | A    | Yunus Sentamu       | 13 agosto 1994 (22 anni)   | 16    | Ilves Tampere     |
| 8  | C    | Khalid Aucho        | 8 agosto 1993 (23 anni)    | 28    | Baroka            |
| 9  | A    | Geoffrey Sserunkuma | 7 giugno 1983 (33 anni)    | 37    | Lweza             |
| 10 | C    | Luwagga Kizito      | 20 dicembre 1993 (23 anni) | 29    | Rio Ave           |
| 11 | A    | Geofrey Massa       | 19 febbraio 1986 (30 anni) | 63    | Baroka            |
| 12 | D    | Denis Iguma         | 10 febbraio 1994 (22 anni) | 46    | Al-Ahed           |
| 13 | C    | Moses Oloya         | 22 ottobre 1992 (24 anni)  | 45    | Hà Nội T&T        |
| 14 | D    | Nicholas Wadada     | 27 luglio 1994 (22 anni)   | 23    | Vipers SC         |
| 15 | D    | Godfrey Walusimbi   | 3 luglio 1989 (27 anni)    | 75    | Gor Mahia         |
| 16 | C    | Hassan Wasswa       | 14 febbraio 1988 (28 anni) | 50    | Al-Shorta         |
| 17 | C    | Farouk Miya         | 26 novembre 1995 (21 anni) | 37    | Standard Liegi    |
| 18 | P    | Denis Onyango       | 15 maggio 1987 (29 anni)   | 54    | Mamelodi Sundowns |
| 19 | P    | Jamal Salim         | 27 maggio 1995 (21 anni)   | 4     | Al-Merrikh        |
| 20 | D    | Timothy Awany       | 6 agosto 1996 (20 anni)    | 4     | Kampala CCA       |
| 21 | A    | Muhammad Shaban     | 1º gennaio 1998 (19 anni)  | 1     | Onduparaka        |
| 22 | C    | Shafik Batambuze    | 14 giugno 1994 (22 anni)   | 1     | Tusker            |
| 23 | C    | Micheal Azira       | 22 agosto 1987 (29 anni)   | 1     | Colorado Rapids   |